# Diploptera erythrocephala
Diploptera erythrocephala är en kackerlacksart som beskrevs av Karlis Princis 1950. Diploptera erythrocephala ingår i släktet Diploptera och familjen jättekackerlackor. Inga underarter finns listade i Catalogue of Life.